# Boretto
Boretto é uma comuna italiana da região da Emília-Romanha, província de Reggio Emilia, com cerca de 4.638 habitantes. Estende-se por uma área de 19 km², tendo uma densidade populacional de 244 hab/km². Faz fronteira com Brescello, Castelnovo di Sotto, Gualtieri, Pomponesco (MN), Poviglio, Viadana (MN).

## Demografia
| Variação demográfica do município entre 1861 e 2011                               |
|                                                                                   |
| Fonte: Istituto Nazionale di Statistica (ISTAT) - Elaboração gráfica da Wikipedia |